# Memorial Choeung Ek

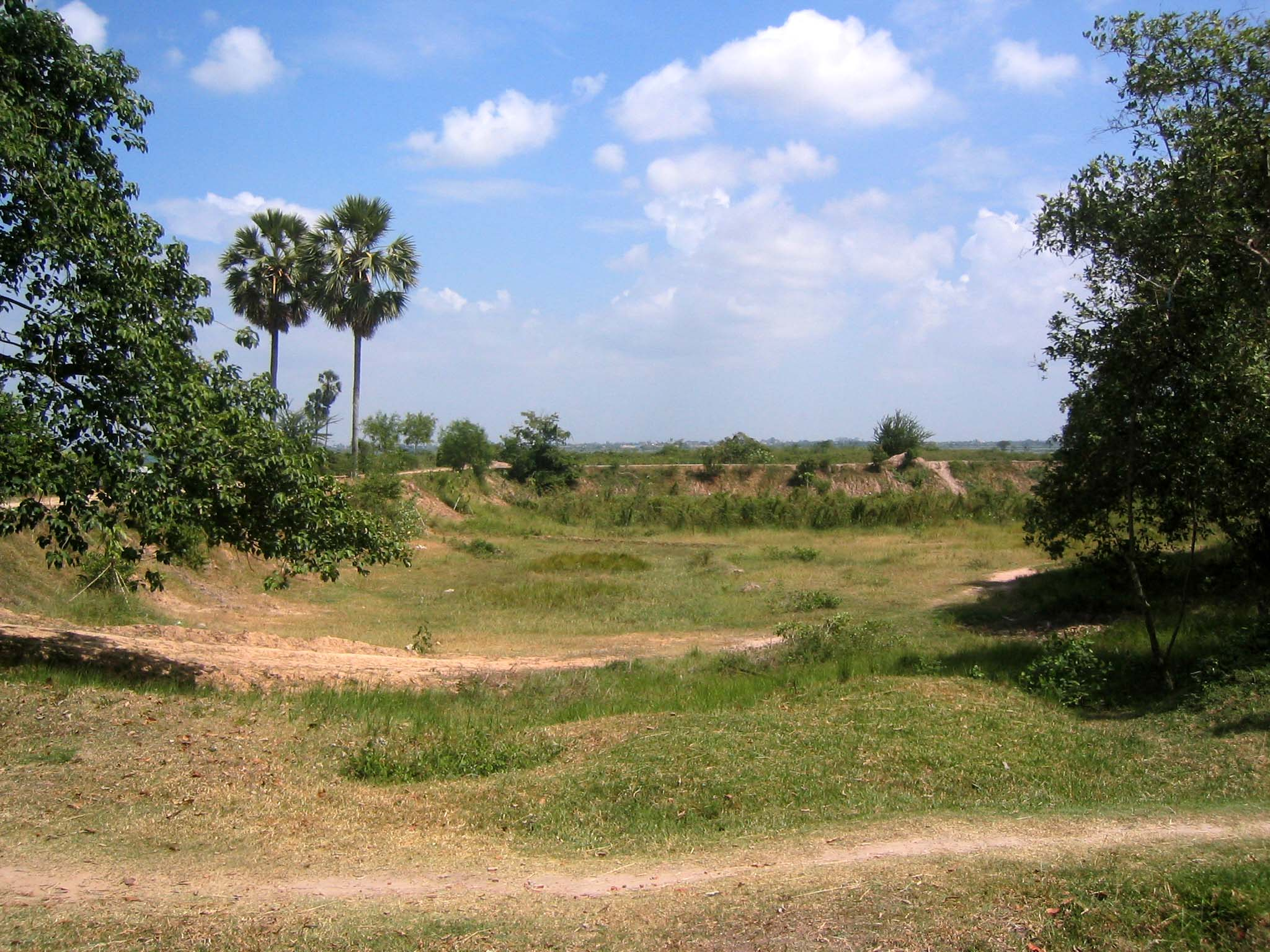
Aspecto de lo que fueron las fosas comunes en donde las víctimas traídas desde Tuol Sleng eran ejecutadas y enterradas.

El Memorial Choeung Ek (ជើងឯក; cəəŋ aek o "cheng aek"), es en la actualidad un monumento conmemorativo construido para honorar a las víctimas que fueron allí ejecutadas durante el régimen de los jemeres rojos (1975 - 1979). Choeung Ek fue uno de los principales Killing Fields (campos de exterminio en Camboya), pues tras la caída de los Jemeres Rojos en 1979, allí se encontraron 8.895 cuerpos. La mayoría de las víctimas pasaron primero por el centro de torturas Tuol Sleng en Phnom Penh y fueron traídos al lugar para ser ejecutados durante las horas de la noche. Choeung Ek fue antes de la guerra un jardín y viñedo chino y se encuentra localizado a 17 kilómetros al sur de Phnom Penh.
En la actualidad, el Memorial está marcado por una estupa budista que consiste en una columna de cemento y acrílico de cuatro lados en cuyo interior se conservan 5 mil cráneos. Su nivel inferior se abre durante el día y los visitantes pueden observar los cráneos directamente, los cuales están clasificados por edad y sexo. Además del monumento, el campo se encuentra dividido en las fosas comunes que fueron excavadas y clasificadas y en las que se encuentran evidencias de restos humanos. Hay también un texto condenatario de los que perpetraron las ejecuciones en el lugar.

## Eventual privatización
El 3 de mayo de 2005 el municipio de Phnom Penh anunció que firmaría un acuerdo con la corporación japonesa JC Royal para administrar el Memorial. La iniciativa tuvo una férrea oposición de la población camboyana, pues se la percibió como una comercialización de los acontecimientos allí acaecidos. Los fuertes conflictos de interés de sus proponentes alimentaron aún más las fuertes sospechas de corrupción.  As part of the agreement, they are not to disturb the remains still present in the field.

## Patrimonio de la Humanidad
En 2025, el sitio fue designado Patrimonio de la Humanidad por la UNESCO.

## En la cultura
La película "Los gritos del silencio" (The Killing Fields, 1984) de Roland Joffé trata sobre los sucesos desencadenados por los Jemeres Rojos en Choeung Ek.

## Galería

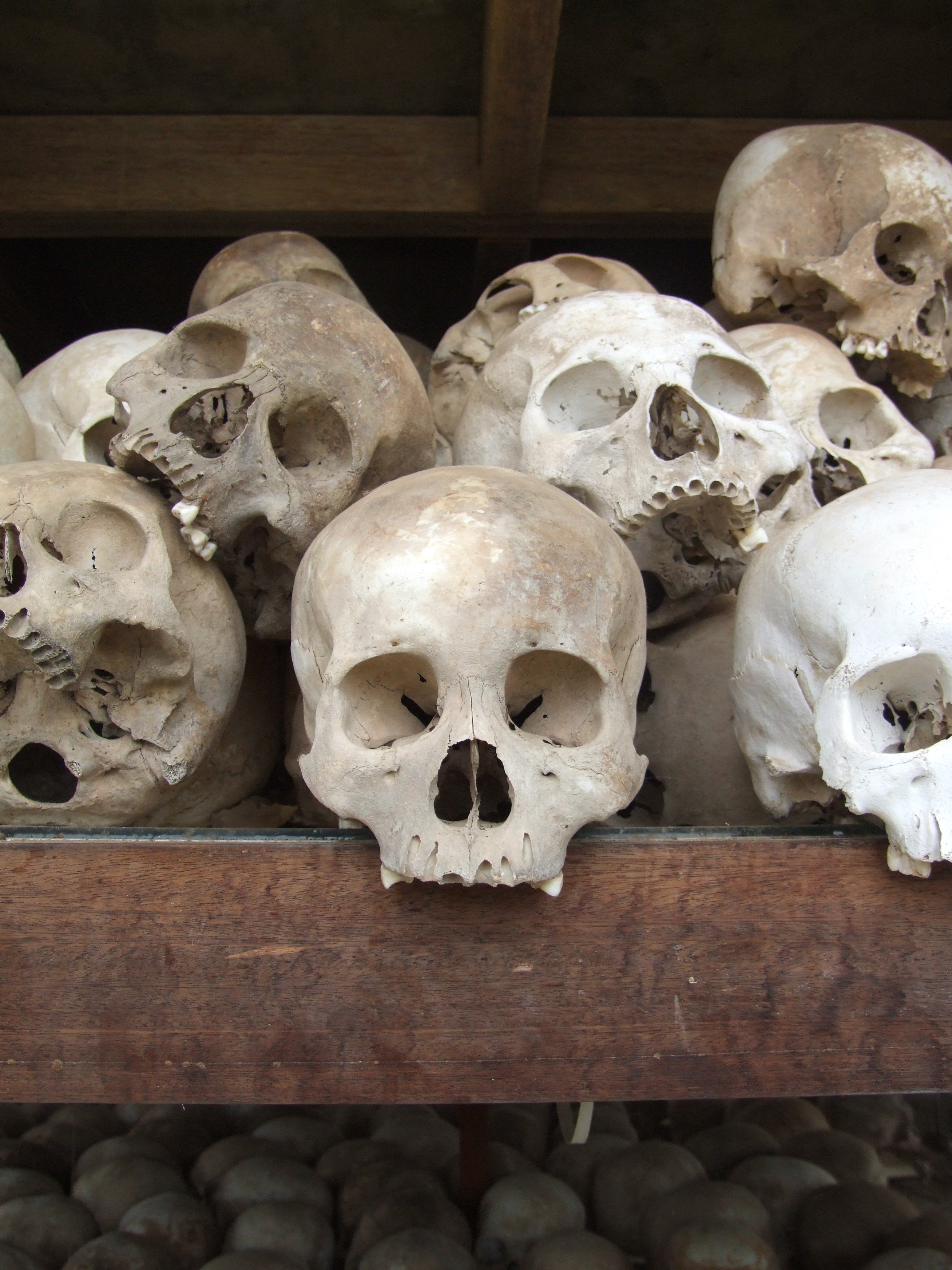
Cráneos dentro del monumento.
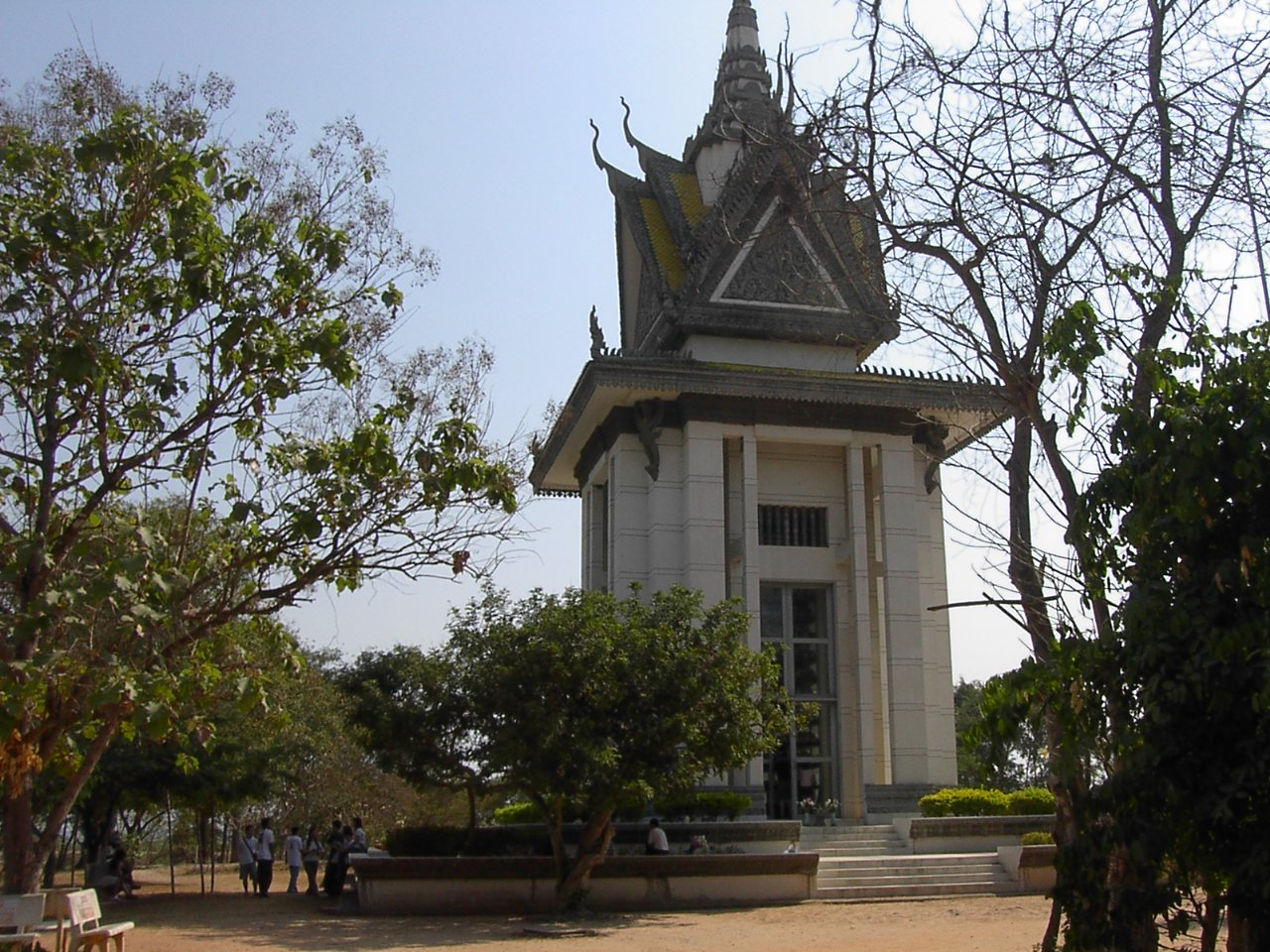
El monumento de Choeung Ek.
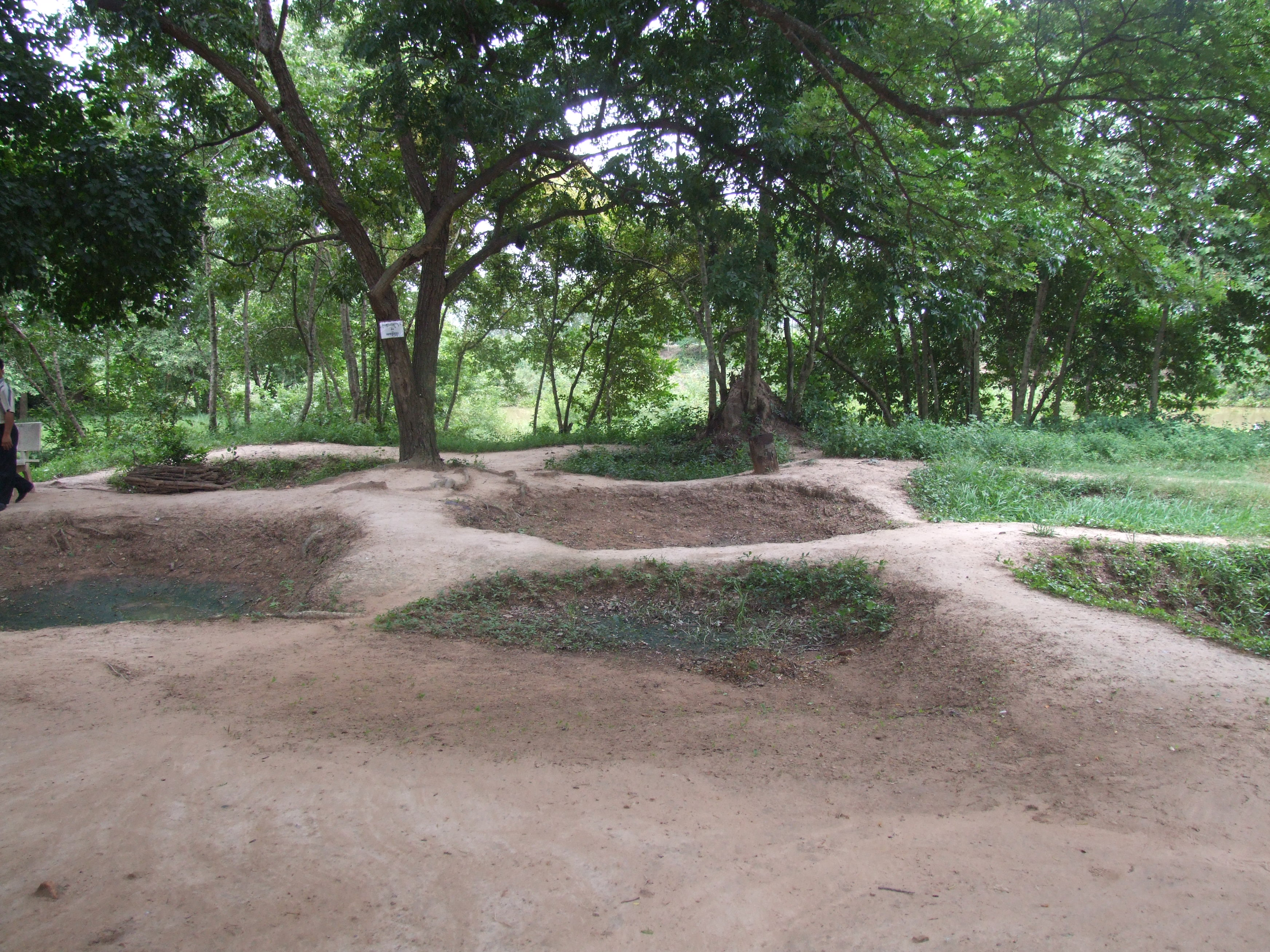
Vista de las fosas comunes.
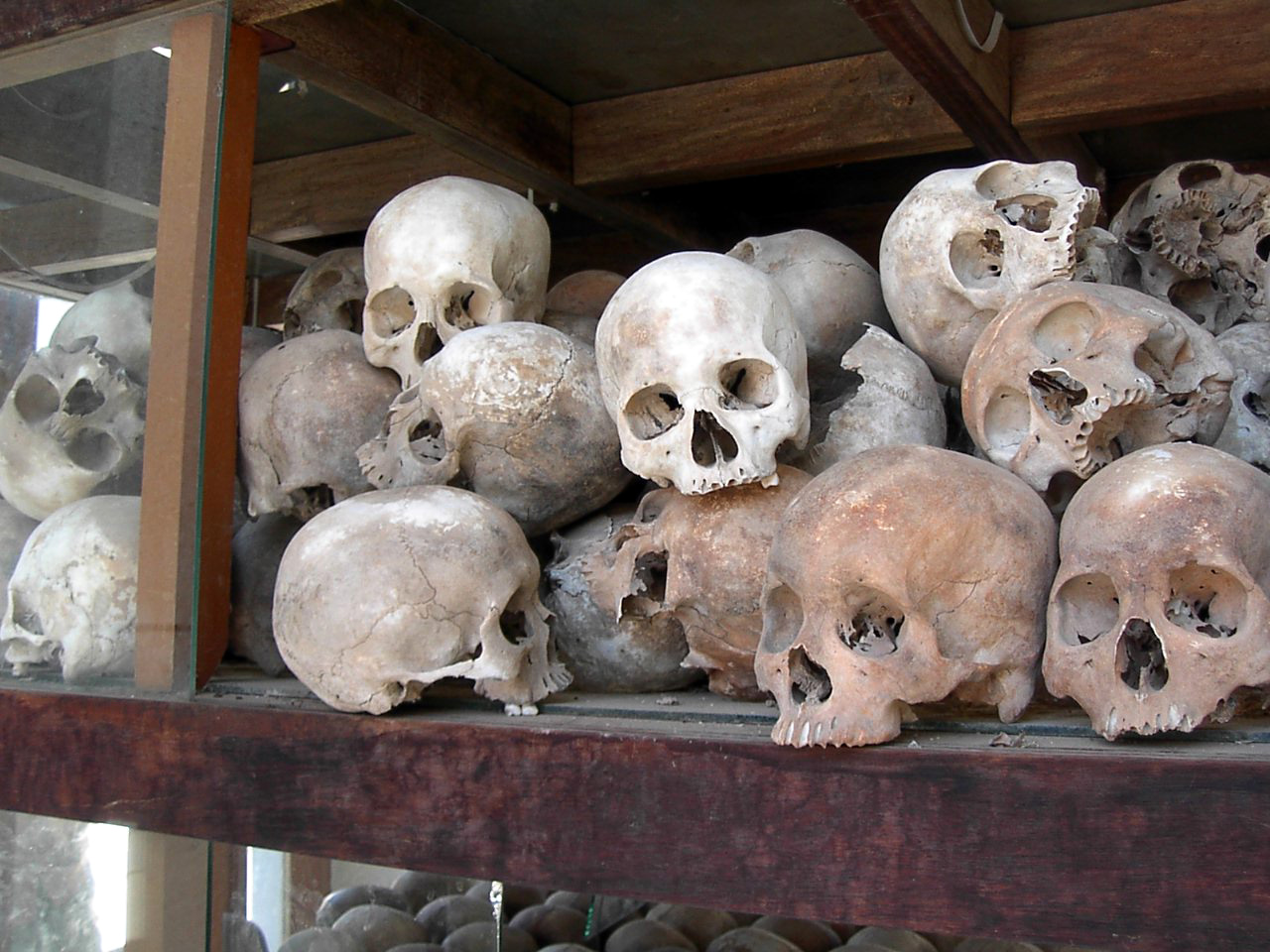
Más cráneos exhibidos en el monumento.
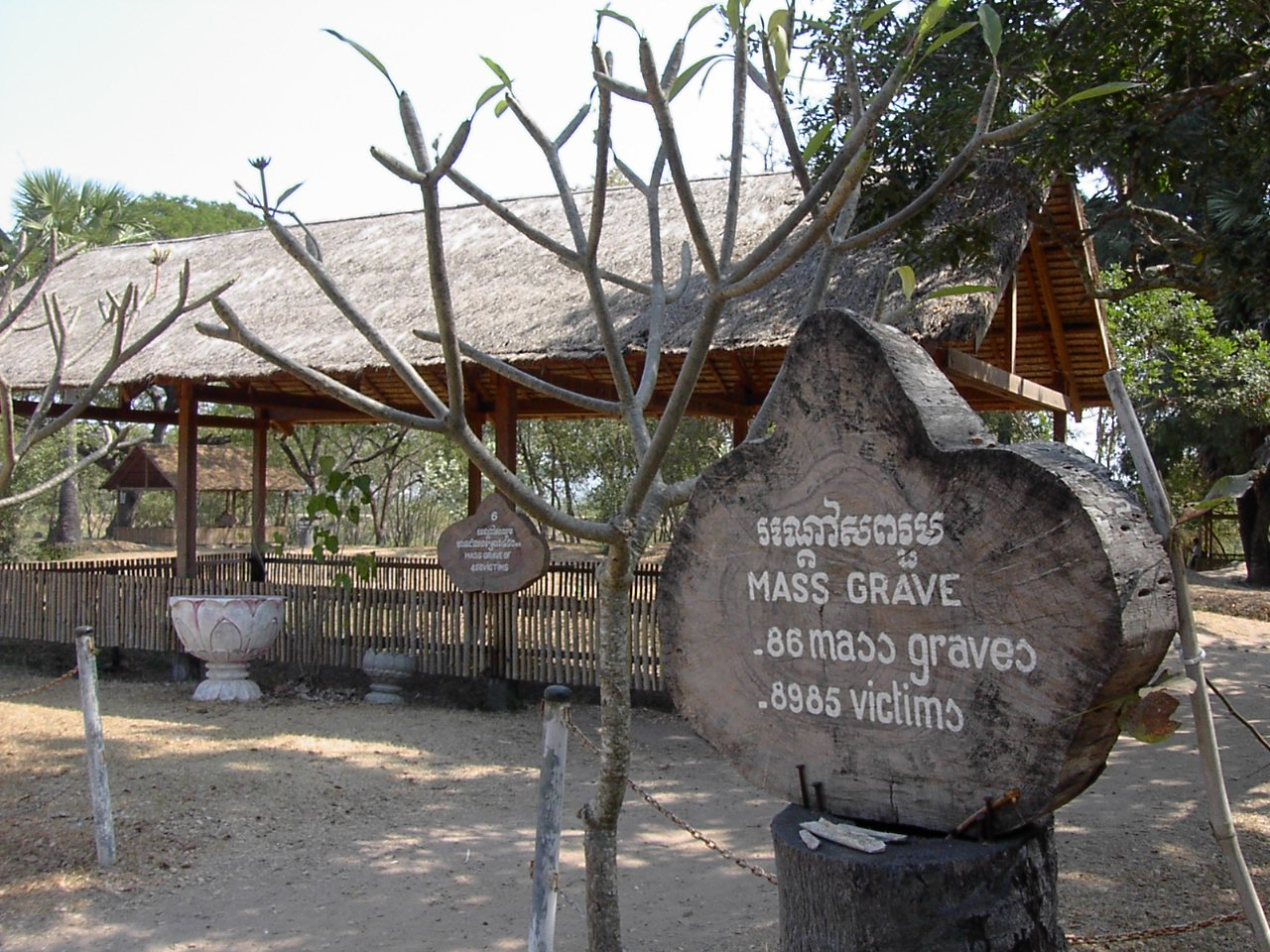
Fosas comunes de Choeung Ek.
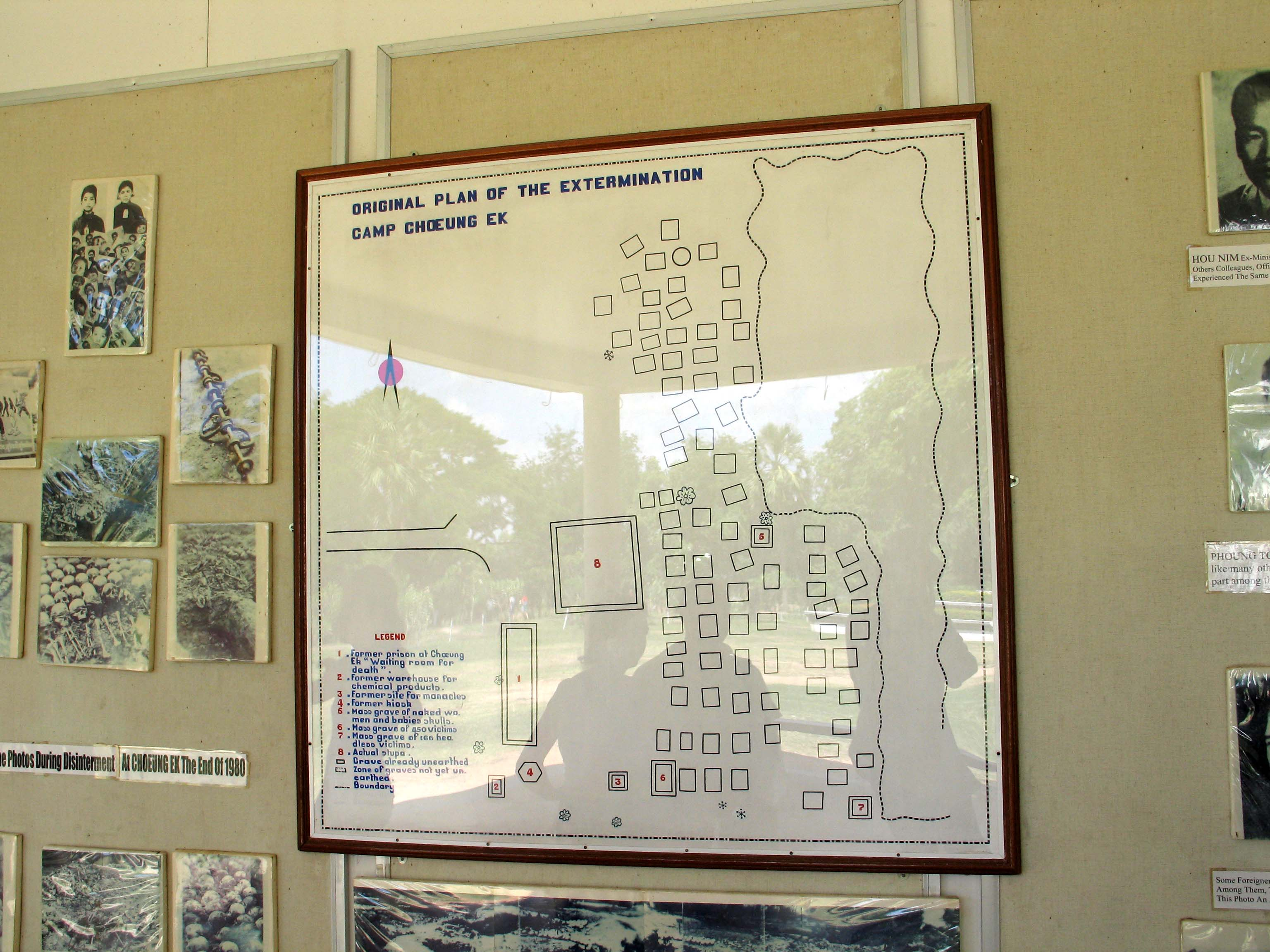
Plano del mapa original del campo.
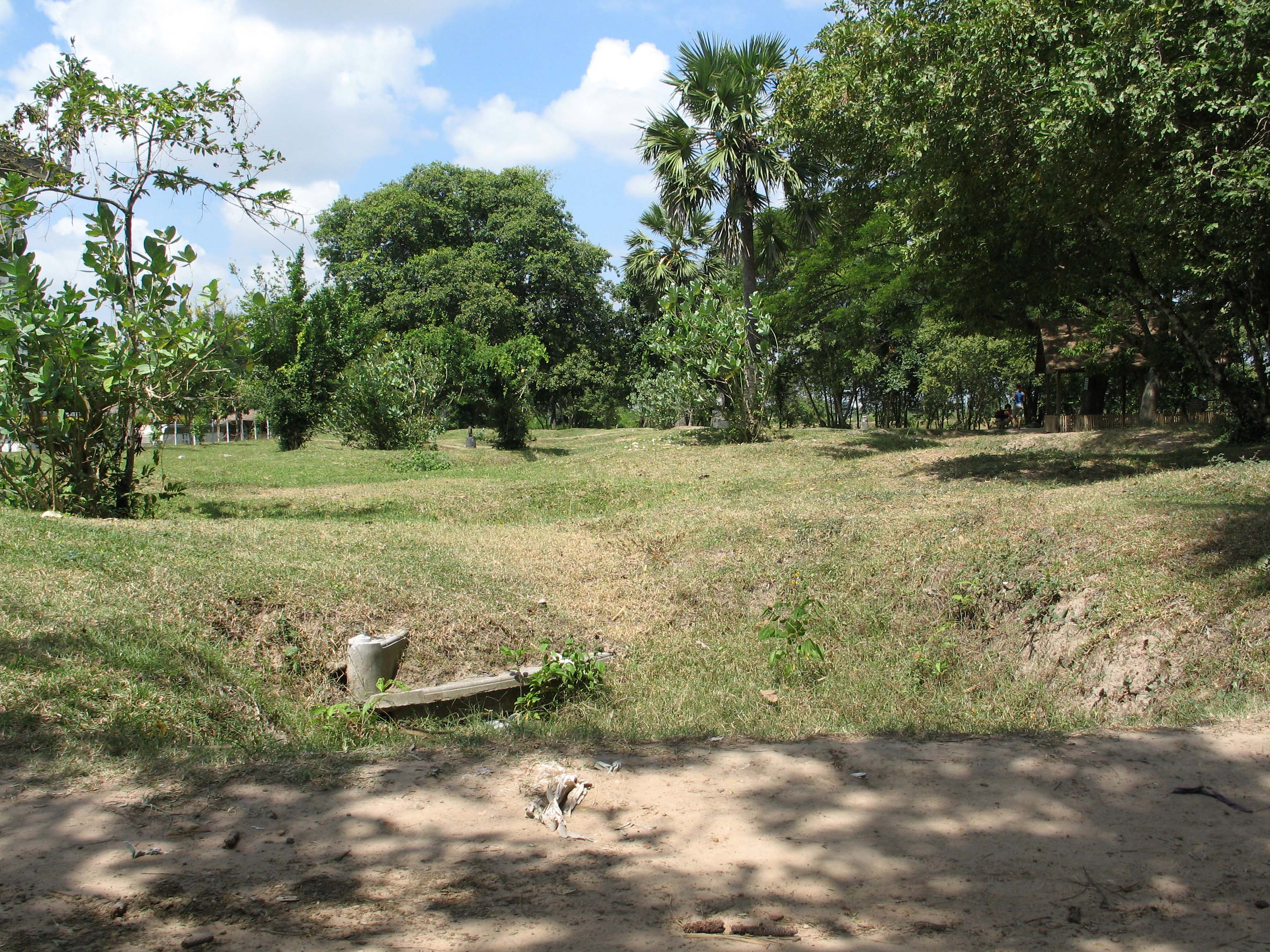
Campo de exterminio.
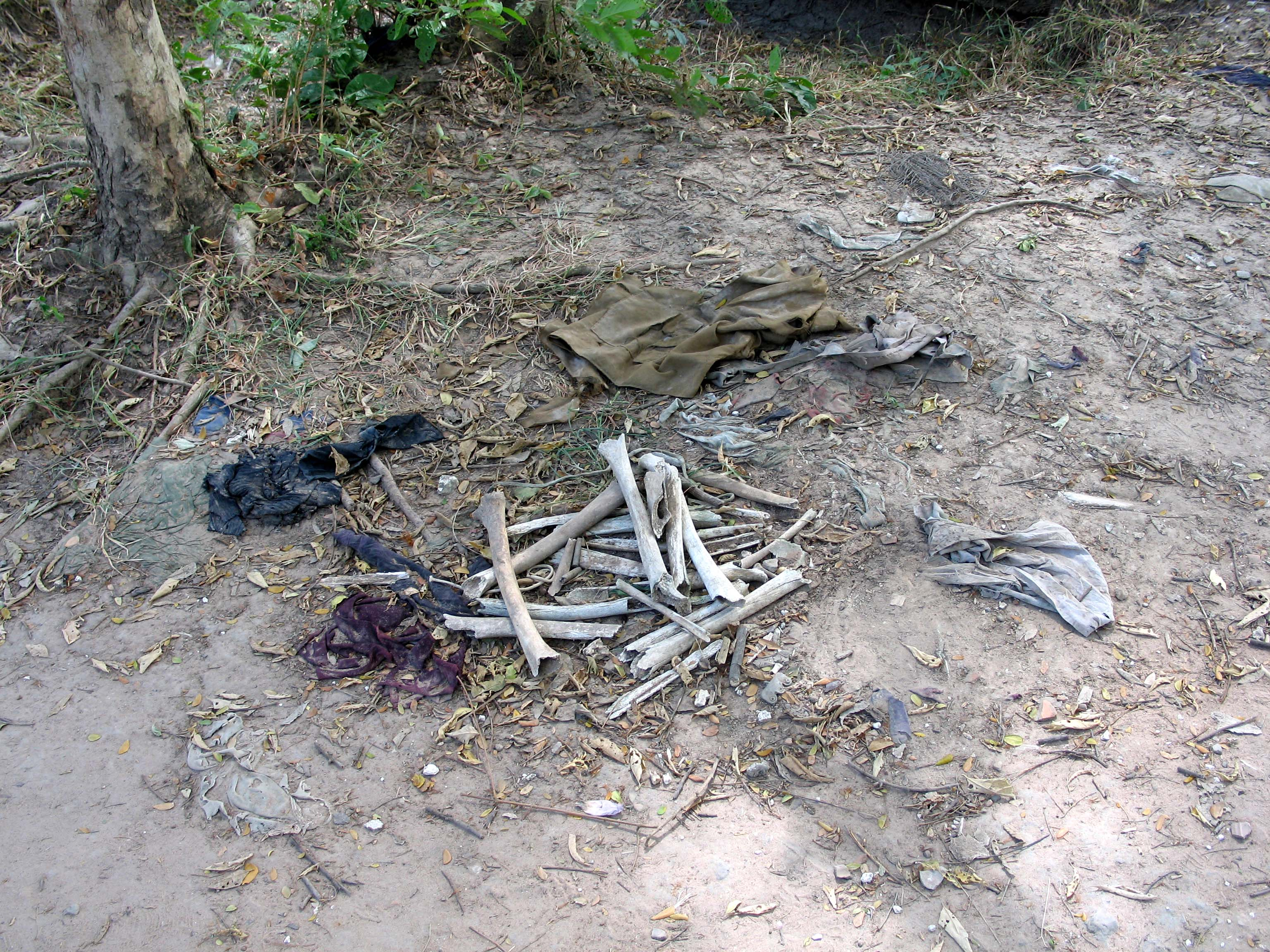
Huesos humanos de Choeung Ek.
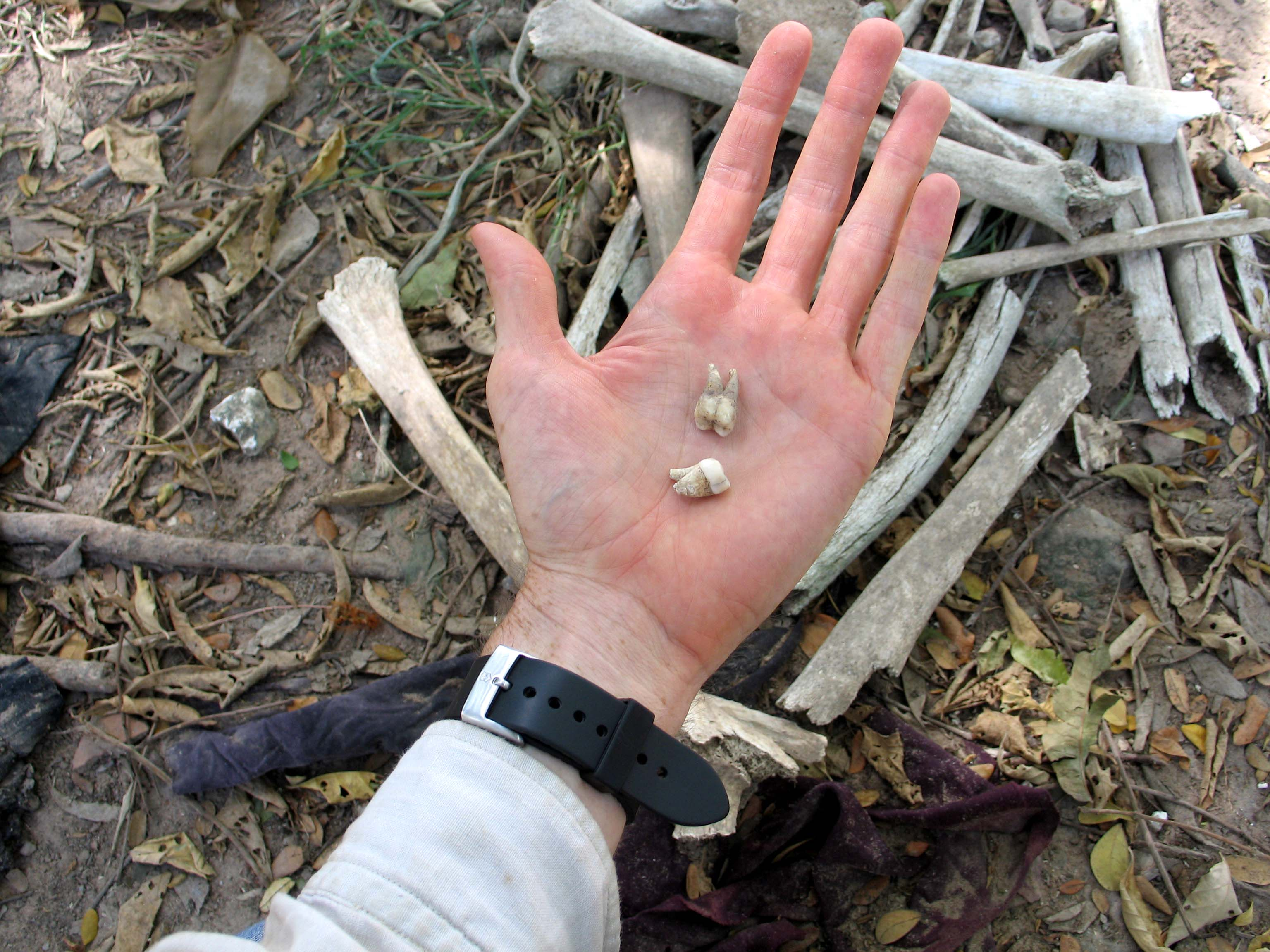
Huesos y dientes de Choeung Ek.
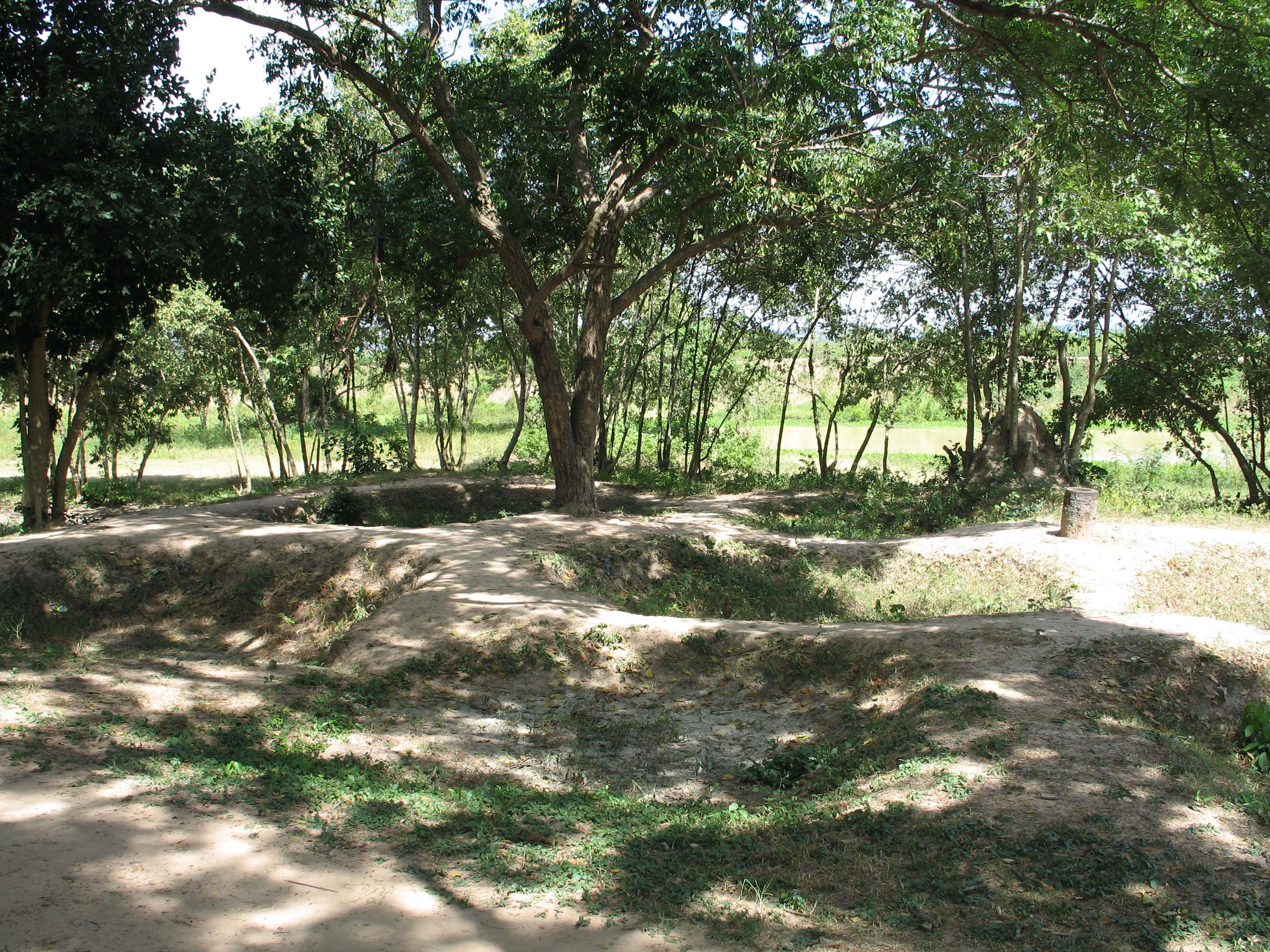
Fosas comunes Choeung Ek.
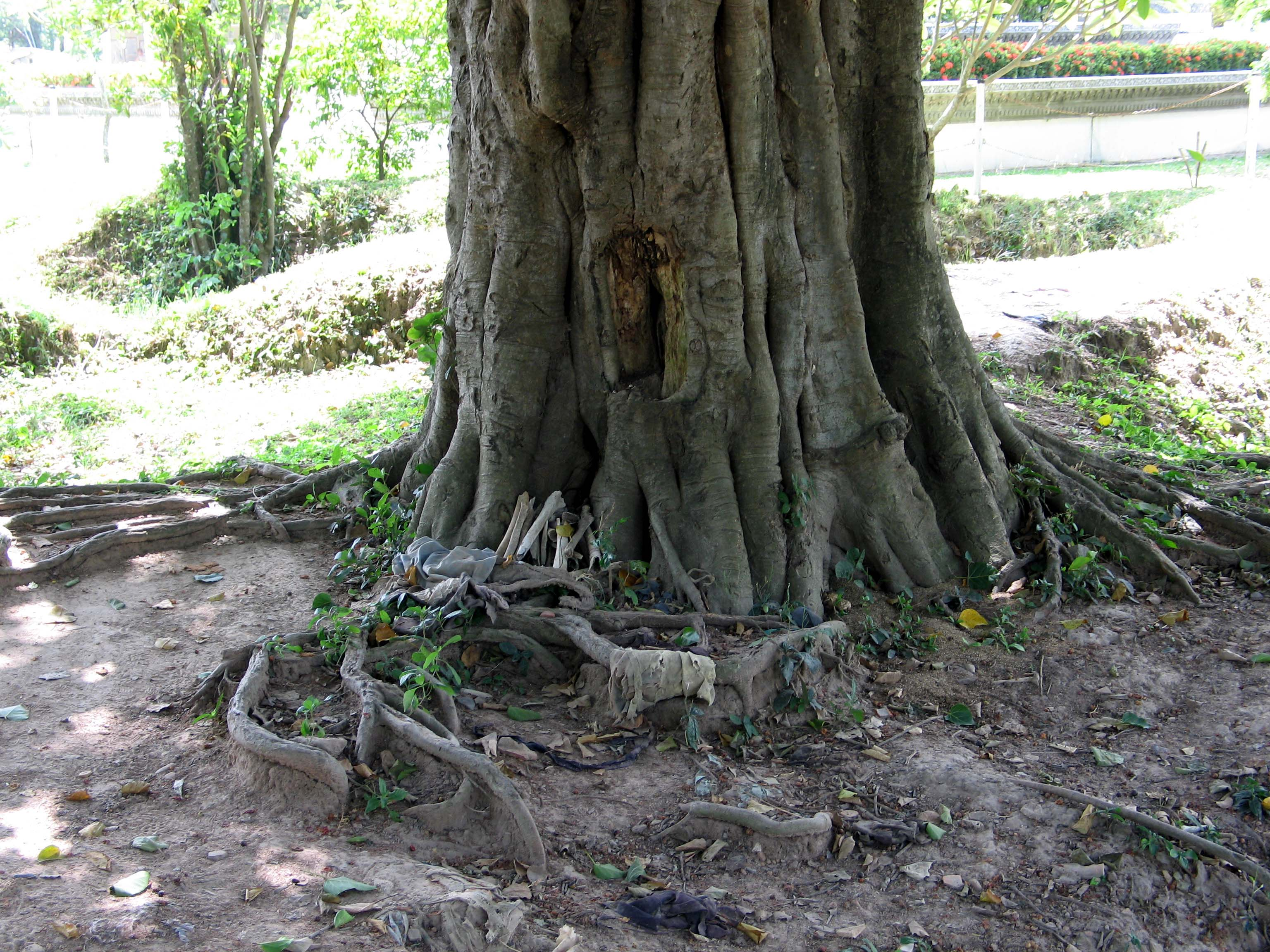
Fosas comunes y huesos.
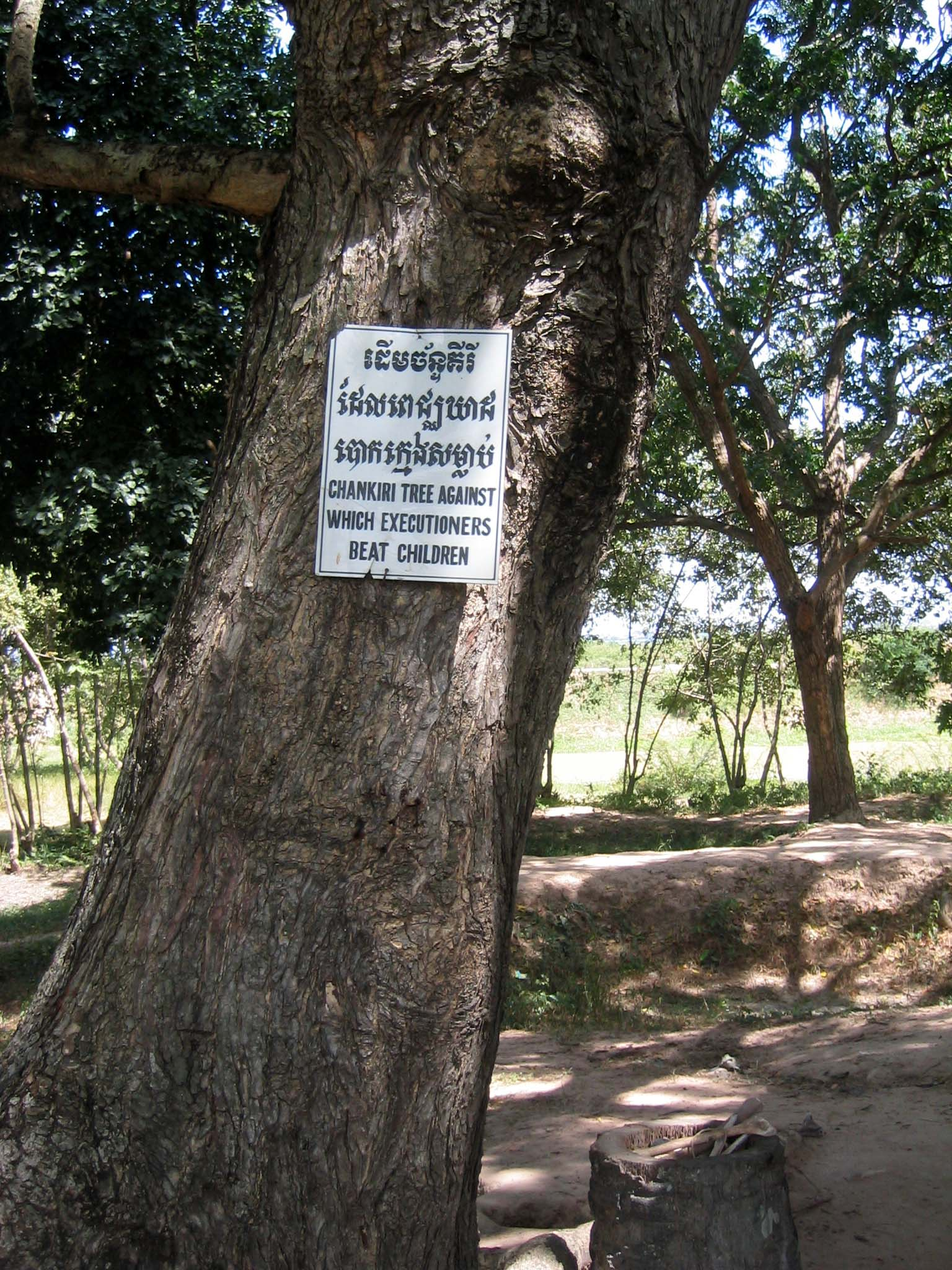
Fosa común en Choeung Ek. El árbol era utilizado para estrellar niños y causarles la muerte.
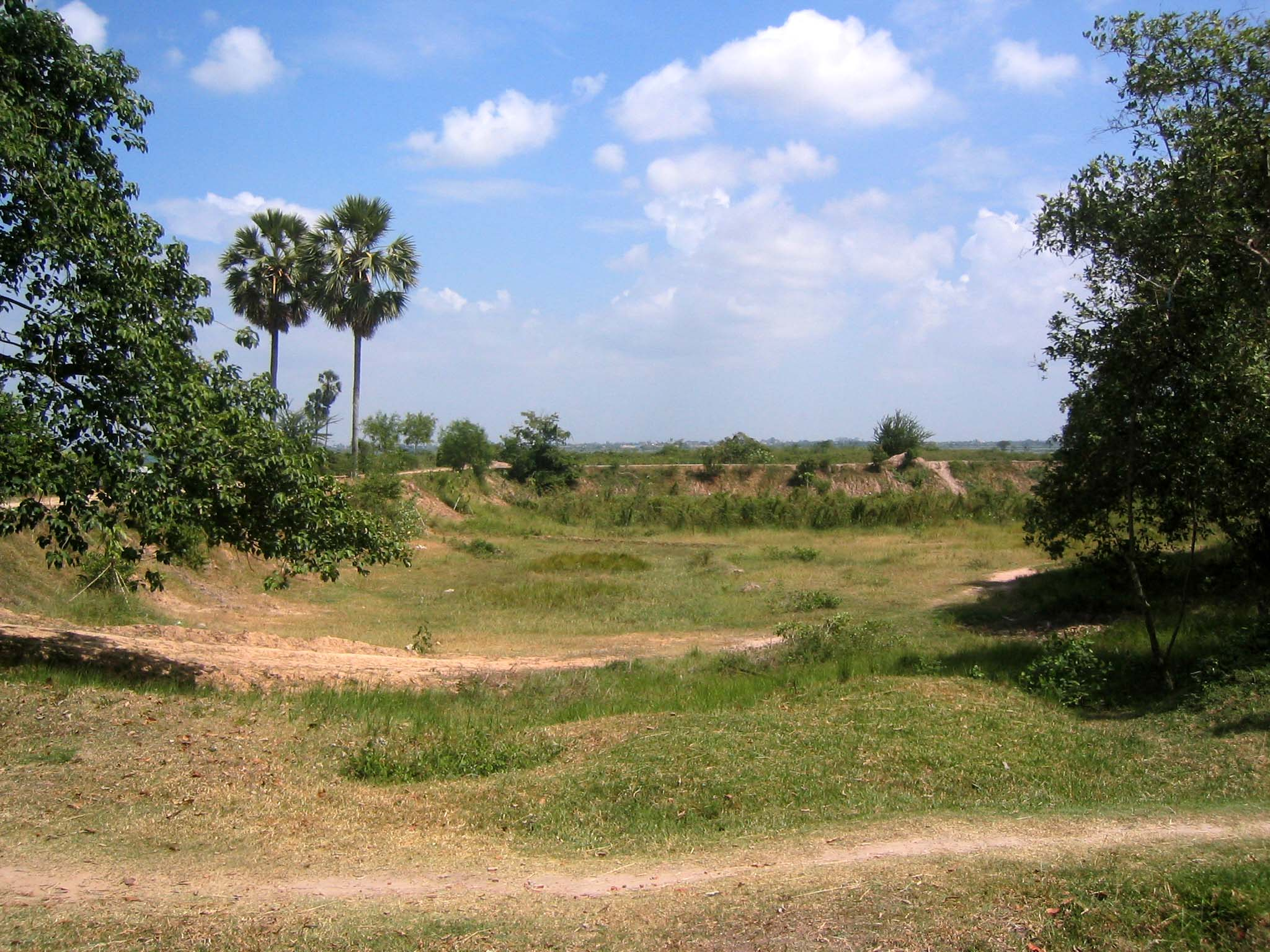
Fosa común de Choeung Ek.
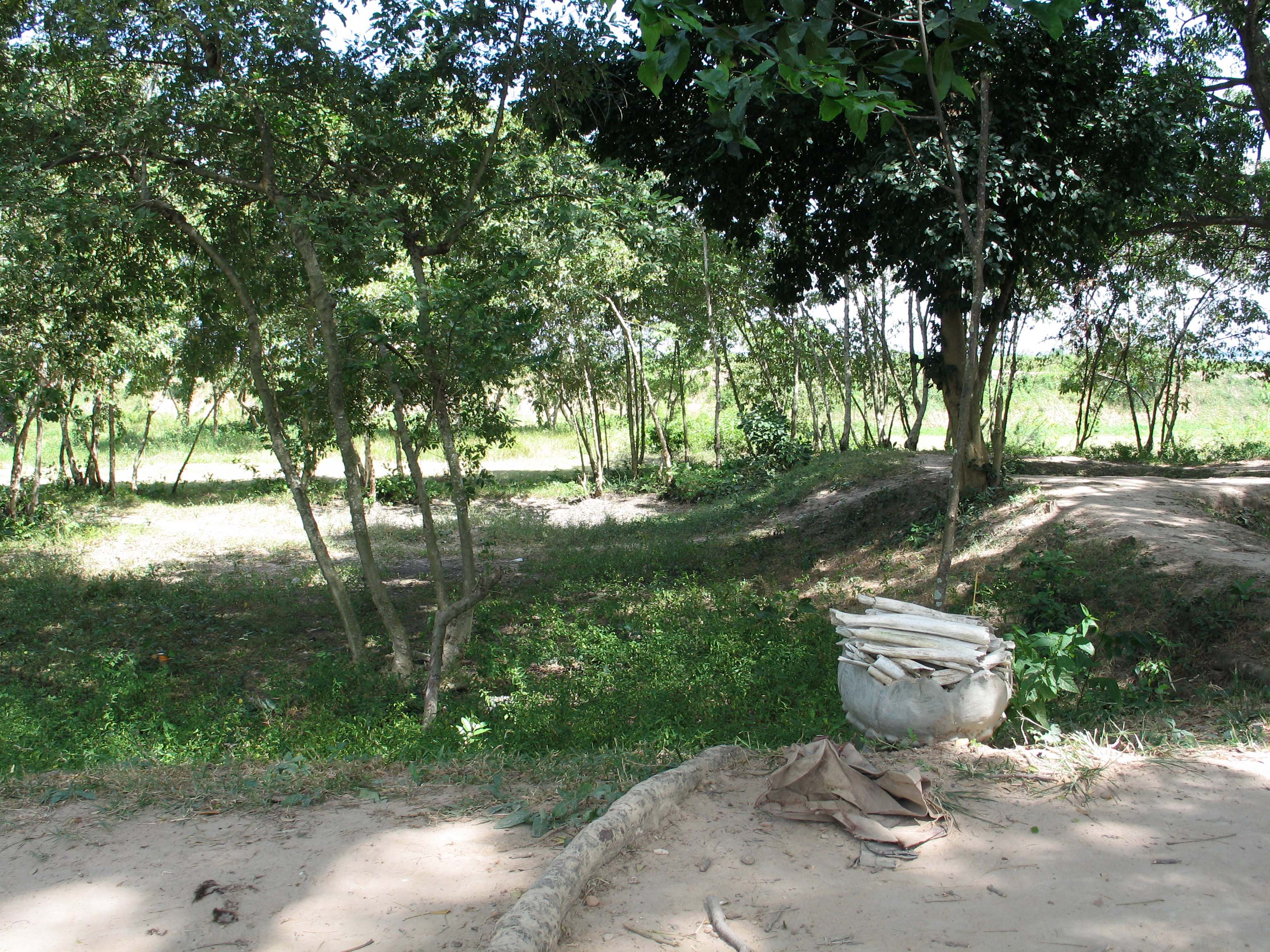
Fosa común de Choeung Ek.
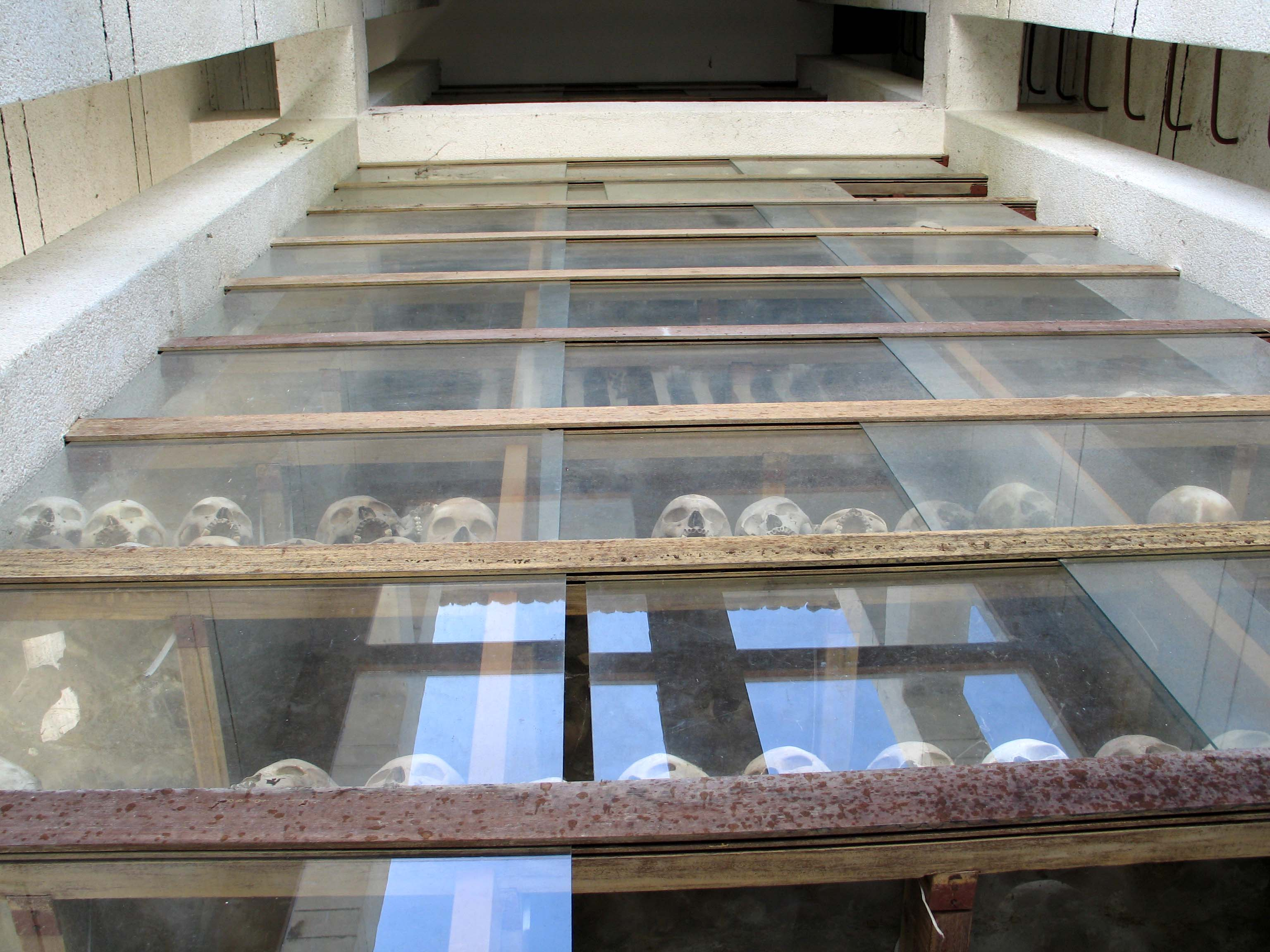
Fosa común de Choeung Ek, monumento y cráneos.
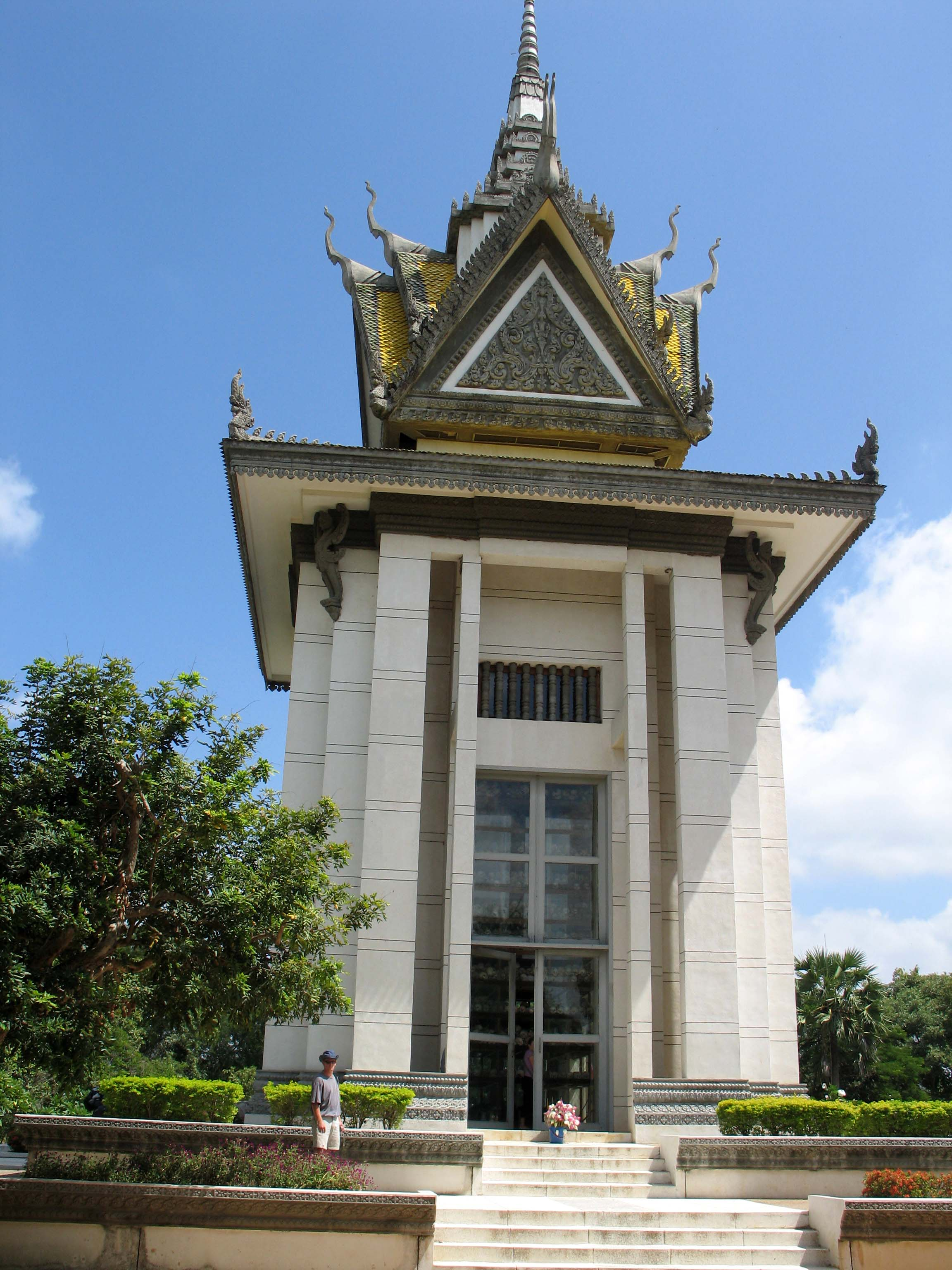
Fosas comunes y monumento en Choeung Ek.
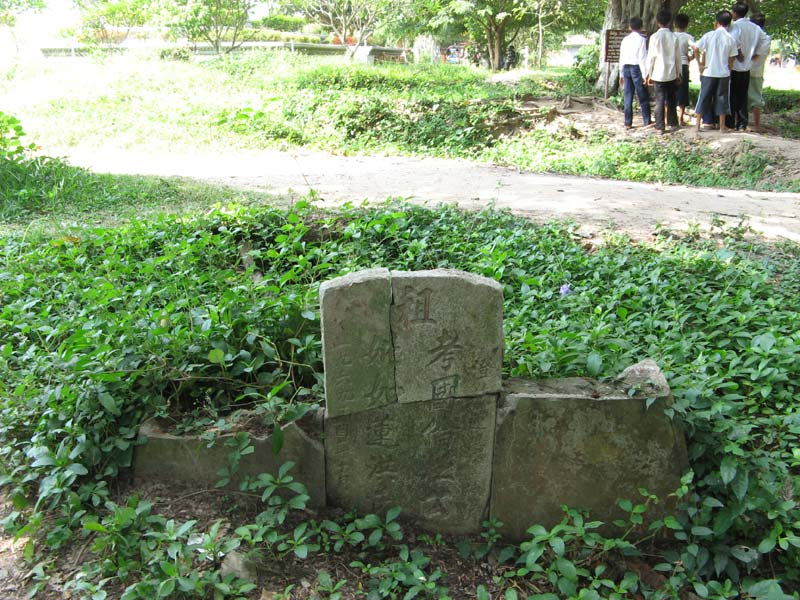
Fragmento de una tumba china en Choeung Ek.